# Штолль, Рольф
Рольф Штолль (нем. Rolf W. Stoll; род. 18 января 1951 года в Донауэшингене) — немецкий музыкальный деятель.

## Биография
Получил педагогическое образование, в 1974—1980 гг. преподавал в школе. Затем в 1980—1987 гг. изучал музыковедение и этнологию в Тюбингенском университете.
С 1989 г. работает в отделе периодики одного из ведущих немецких музыкальных издательств Schott Music. В 1993—2017 гг. главный редактор выпускаемой в издательстве «Нового музыкального журнала». Одновременно в 1999—2017 гг. исполнительный директор Schott Music, контролировавший выпуск аудиозаписей под торговыми марками Wergo (современная академическая музыка), Intuition (джаз) и Tuition (поп-музыка). Под руководством Штолля выпущено около 350 дисков. В 2013 г. удостоен премии Ассоциации германских критиков аудиозаписи как руководитель лейбла Wergo.
Автор научных работ по европейской музыке Эпохи Возрождения (в частности, о Гийоме Дюфаи), музыке Китая, современной музыке.